# كرسي الزعيم (مسلسل)
كرسي الزعيم مسلسل تلفزيوني سوري كوميدي.

## القصة
سيدة مُطلقة تحاول الرجوع لزوجها وكسب وده مرة أخرى بعد أن علمت أنه يريد الزواج للمرة الثانية.

## طاقم العمل
- وفاء بشور
- زهير رمضان
- عبير شمس الدين
- تحية ميهوب
- نزار أبو حجر
- أندريه سكاف
- محمد خير الجراح
- جيني أسبر
- هدى شعراوي

## وصلات خارجية
- صفحة مسلسل كرسي الزعيم على موقع السينما.كوم